# 吕厚民
吕厚民（1928年9月9日—2015年3月9日），男，黑龙江依兰人，中国摄影师，曾在中南海担任中国党和国家领导人的专职摄影师。

## 生平
1948年7月，吕厚民考入东北电影制片厂，在照相科工作。1949年11月，调到新成立的北京电影制片厂照相科工作。吕厚民身高1.66米，在毛泽东面前显得矮小，毛泽东曾评价吕厚民称“你还不错嘛，短小精干。”
76岁时，罹患前列腺癌，未进行手术，一直用药物控制。2013年10月，发现肺部出现肿瘤，医生判断是恶性，为避免手术后癌细胞扩散，选择保守治疗。2014年11月15日，吕厚民因咳嗽住进北京医院检查，结果是“肺癌晚期扩散”。2015年3月9日凌晨0时36分，吕厚民因肺癌在医院逝世，享年88岁。3月15日上午，吕厚民遗体告别仪式在北京医院告别厅举行，毛泽东孙子毛新宇等前往送别。

## 荣誉
作品《欢送志愿军归国》先后获德国摄影银牌奖、苏联国际摄影艺术展览金牌奖、古巴国际摄影艺术展览一等奖。作品《放鸭图》获比利时皇家摄影学会一等奖。

## 家庭
吕厚民妻子刘钟云，河北保定人，曾在中南海做机要工作，两人经中南海摄影组侯波介绍后结婚，育有两子一女。长子吕坚1954年生，《北京日报》摄影记者；女儿吕方1960年生，《中国民航杂志》摄影记者；次子吕东1961年生，曾在照相馆做暗房。